# Copa América 1979/Spiele
Dieser Artikel umfasst die Spiele der Copa América 1979 mit allen statistischen Details. Die Kader der 10 beteiligten Nationalmannschaften finden sich unter Copa América 1979/Kader.

## Gruppenphase

### Gruppe A

#### Venezuela – Kolumbien 0:0
| Venezuela                                                               | Venezuela | Kolumbien | Kolumbien |
| ----------------------------------------------------------------------- | --- | --- | --------- |
| Venezuela                                                               | \| 1. August 1979 in San Cristóbal (Estadio Polideportivo de Pueblo Nuevo) \| \| Zuschauer: 18.000 \| \| Schiedsrichter: Luis Barrancos ( Bolivien) \| | \| 1. August 1979 in San Cristóbal (Estadio Polideportivo de Pueblo Nuevo) \| \| Zuschauer: 18.000 \| \| Schiedsrichter: Luis Barrancos ( Bolivien) \| | Kolumbien |
| Venezuela                                                               | Vicente Vega – José Ramón Contreras 84., Pedro Castro, Cheche Vidal, Emilio Campos – Asdrúbal Sánchez, Richard Páez, Luis Mendoza – Angel Castillo, Pedro Febles 72., Julio César Hernández Reserve Alexis Peña 72., Pedro Acosta 84. Cheftrainer: Walter Róque ( Uruguay) | Pedro Zape – Oscar Bolaño, Miguel Escobar, Luis Reyes, Fernando Castro – César Valverde 87., Rafael Otero, Arnoldo Iguarán – Willington Ortiz, Rafael Agudelo 89., José Díaz Reserve Gabriel Chaparro 87., Alex Valderrama 89. Cheftrainer: Blagoja Vidinić ( Jugoslawien) | Kolumbien |
| 1. August 1979 in San Cristóbal (Estadio Polideportivo de Pueblo Nuevo) | | |           |
| Zuschauer: 18.000                                                       | | |           |
| Schiedsrichter: Luis Barrancos ( Bolivien)                              | | |           |

#### Venezuela – Chile 1:1 (0:0)
| Venezuela                                                               | Venezuela | Chile | Chile |
| ----------------------------------------------------------------------- | --- | --- | ----- |
| Venezuela                                                               | \| 8. August 1979 in San Cristóbal (Estadio Polideportivo de Pueblo Nuevo) \| \| Zuschauer: 14.000 \| \| Schiedsrichter: César Pagano ( Peru) \| | \| 8. August 1979 in San Cristóbal (Estadio Polideportivo de Pueblo Nuevo) \| \| Zuschauer: 14.000 \| \| Schiedsrichter: César Pagano ( Peru) \|                                                                                    | Chile |
| Venezuela                                                               | Vicente Vega – José Ramón Contreras, Pedro Castro, Cheche Vidal, Emilio Campos – Luis Benedetto, Richard Páez, Asdrúbal Sánchez – Alexis Peña 85., Rodolfo Carvajal, Julio César Hernández 63. Reserve Angel Castillo 63., Rafel Santana Fontes 85. Cheftrainer: Walter Róque ( Uruguay) | Mario Osbén – Raúl González, René Valenzuela, Mario Soto, Enzo Escobar – Carlos Rivas 61., Rodolfo Dubó, Miguel Neira – Patricio Yáñez, Jorge Peredo, Leonardo Véliz Reserve Waldo Quiroz 61. Cheftrainer: Luis Santibáñez ( Chile) | Chile |
| Venezuela                                                               | 1:0 Carvajal (70.) | 1:1 Peredo (81.) | Chile |
| 8. August 1979 in San Cristóbal (Estadio Polideportivo de Pueblo Nuevo) | | |       |
| Zuschauer: 14.000                                                       | | |       |
| Schiedsrichter: César Pagano ( Peru)                                    | | |       |

#### Kolumbien – Chile 1:0 (1:0)
| Kolumbien                                           | Kolumbien | Chile | Chile |
| --------------------------------------------------- | --- | --- | ----- |
| Kolumbien                                           | \| 15. August 1979 in Bogotá (Estadio Nemesio Camacho) \| \| Zuschauer: 45.000 \| \| Schiedsrichter: Romualdo Arppi Filho ( Brasilien) \| | \| 15. August 1979 in Bogotá (Estadio Nemesio Camacho) \| \| Zuschauer: 45.000 \| \| Schiedsrichter: Romualdo Arppi Filho ( Brasilien) \|                                                                                                | Chile |
| Kolumbien                                           | Pedro Zape – Oscar Bolaño, Luis Reyes, Miguel Escobar, Fernando Castro – Rafael Otero, Alvaro Munoz Castro 61., César Valverde – Willington Ortiz, Rafael Agudelo 49., José Díaz Reserve Arnoldo Iguarán 49., Gabriel Chaparro 61. Cheftrainer: Blagoja Vidinić ( Jugoslawien) | Mario Osbén – Alberto Quintano, Mario Soto, René Valenzuela, Raúl González – Enzo Escobar, Eduardo Bonvallet, Carlos Rivas – Waldo Quiroz, Víctor Estay 62., Miguel Neira Reserve Jorge Peredo 61. Cheftrainer: Luis Santibáñez ( Chile) | Chile |
| Kolumbien                                           | 1:0 Díaz (21.) | | Chile |
| 15. August 1979 in Bogotá (Estadio Nemesio Camacho) | | |       |
| Zuschauer: 45.000                                   | | |       |
| Schiedsrichter: Romualdo Arppi Filho ( Brasilien)   | | |       |

#### Kolumbien – Venezuela 4:0 (1:0)
| Kolumbien                                           | Kolumbien | Venezuela | Venezuela |
| --------------------------------------------------- | --- | --- | --------- |
| Kolumbien                                           | \| 22. August 1979 in Bogotá (Estadio Nemesio Camacho) \| \| Zuschauer: 30.000 \| \| Schiedsrichter: Carlos Espósito ( Argentinien) \| | \| 22. August 1979 in Bogotá (Estadio Nemesio Camacho) \| \| Zuschauer: 30.000 \| \| Schiedsrichter: Carlos Espósito ( Argentinien) \| | Venezuela |
| Kolumbien                                           | Pedro Zape – Oscar Bolaño, Miguel Escobar, Luis Reyes, Fernando Castro – César Valverde, Gabriel Chaparro, Alvaro Munoz Castro – Willington Ortiz, Arnoldo Iguarán, José Díaz 71. Reserve Jaime Morón 71. Cheftrainer: Blagoja Vidinić ( Jugoslawien) | Vicente Vega – Ordan Aguirre, Pedro Castro, Pedro Acosta, Emilio Campos – Cheche Vidal, Luis Mendoza, Asdrúbal Sánchez – Richard Páez 72., Alexis Peña 80., Rodolfo Carvajal Reserve Bernardo Añor 72., Pedro Febles 80. Cheftrainer: Walter Róque ( Uruguay) | Venezuela |
| Kolumbien                                           | 1:0 Iguarán (17.) 2:0 Valverde (53.) 3:0 Chaparro (59.) 4:0 Morón (86.) | | Venezuela |
| 22. August 1979 in Bogotá (Estadio Nemesio Camacho) | | |           |
| Zuschauer: 30.000                                   | | |           |
| Schiedsrichter: Carlos Espósito ( Argentinien)      | | |           |

#### Chile – Venezuela 7:0 (2:0)
| Chile                                                            | Chile | Venezuela | Venezuela |
| ---------------------------------------------------------------- | --- | --- | --------- |
| Chile                                                            | \| 29. August 1979 in Santiago de Chile (Estadio Nacional de Chile) \| \| Zuschauer: 70.000 \| \| Schiedsrichter: Enrique Labó ( Peru) \|                                                                                             | \| 29. August 1979 in Santiago de Chile (Estadio Nacional de Chile) \| \| Zuschauer: 70.000 \| \| Schiedsrichter: Enrique Labó ( Peru) \| | Venezuela |
| Chile                                                            | Mario Osbén – Mario Galindo, René Valenzuela, Mario Soto, Enzo Escobar – Carlos Rivas, Manuel Rojas 58., Patricio Yáñez – Jorge Peredo, Carlos Caszely, Leonardo Véliz Reserve Miguel Neira 58. Cheftrainer: Luis Santibáñez ( Chile) | Vicente Vega – Johnny Castellanos, Pedro Castro, Pedro Acosta, Emilio Campos – Rafel Santana, Asdrúbal Sánchez, Richard Páez – Luis Mendoza, Angel Castillo 83., Rodolfo Carvajal 79. Reserve Pedro Febles 79., Rafael Cadenas 83. Cheftrainer: Walter Róque ( Uruguay) | Venezuela |
| Chile                                                            | 1:0 Peredo (3.) 2:0 Rivas (38.) 3:0 Rivas (54.) 4:0 Peredo (59.) 5:0 Véliz (76.) 6:0 Soto (80.) 7:0 Yáñez (84.) | | Venezuela |
| Chile                                                            | Páez | | Venezuela |
| 29. August 1979 in Santiago de Chile (Estadio Nacional de Chile) | | |           |
| Zuschauer: 70.000                                                | | |           |
| Schiedsrichter: Enrique Labó ( Peru)                             | | |           |

#### Chile – Kolumbien 2:0 (1:0)
| Chile                                                              | Chile | Kolumbien | Kolumbien |
| ------------------------------------------------------------------ | --- | --- | --------- |
| Chile                                                              | \| 5. September 1979 in Santiago de Chile (Estadio Nacional de Chile) \| \| Zuschauer: 85.000 \| \| Schiedsrichter: Wilfredo Cáceres ( Paraguay) \| | \| 5. September 1979 in Santiago de Chile (Estadio Nacional de Chile) \| \| Zuschauer: 85.000 \| \| Schiedsrichter: Wilfredo Cáceres ( Paraguay) \|                                                                                              | Kolumbien |
| Chile                                                              | Mario Osbén – Mario Galindo, René Valenzuela, Mario Soto, Enzo Escobar – Carlos Rivas, Manuel Rojas 49., Patricio Yáñez 51. – Jorge Peredo, Carlos Caszely, Leonardo Véliz Reserve Miguel Neira 49., Eduardo Bonvallet 51. Cheftrainer: Luis Santibáñez ( Chile) | Pedro Zape – Fernando Castro, Miguel Escobar, Luis Reyes, Oscar Bolaño – Hernán Herrera, Gabriel Chaparro, César Valverde – José Díaz 79., Arnoldo Iguarán, Willington Ortiz Reserve Jaime Morón 79. Cheftrainer: Blagoja Vidinić ( Jugoslawien) | Kolumbien |
| Chile                                                              | 1:0 Caszely (14.) 2:0 Peredo (58.) | | Kolumbien |
| 5. September 1979 in Santiago de Chile (Estadio Nacional de Chile) | | |           |
| Zuschauer: 85.000                                                  | | |           |
| Schiedsrichter: Wilfredo Cáceres ( Paraguay)                       | | |           |

### Gruppe B

#### Bolivien – Argentinien 2:1 (1:1)
| Bolivien                                         | Bolivien | Argentinien | Argentinien |
| ------------------------------------------------ | --- | --- | ----------- |
| Bolivien                                         | \| 18. Juli 1979 in La Paz (Estadio Hernando Siles) \| \| Zuschauer: 40.000 \| \| Schiedsrichter: Octavio Sierra ( Kolumbien) \| | \| 18. Juli 1979 in La Paz (Estadio Hernando Siles) \| \| Zuschauer: 40.000 \| \| Schiedsrichter: Octavio Sierra ( Kolumbien) \| | Argentinien |
| Bolivien                                         | Conrado Jiménez – Aldo Fierro, Erwin Espinosa, Edgar Vaca, Windsor del Llano – Eduardo Angulo, Erwin Romero, Carlos Aragonés – Carlos Borja, Jesús Reynaldo 66., Miguel Aguilar Reserve Ovidio Messa 66. Cheftrainer: Ramiro Blacut ( Bolivien) | Enrique Vidallé – Eduardo Saporiti, José van Tuyne, Daniel Passarella, Miguel Bordón – Jorge Gáspari, Pedro Larraquy, Carlos López – José Castro, Sergio Fortunato 59., Roberto Díaz 46. Reserve Hugo Coscia 46., José Luis Gaitán 59. Cheftrainer: César Luis Menotti ( Argentinien) | Argentinien |
| Bolivien                                         | 1:1 Reynaldo (29.) 2:1 Reynaldo (66.) | 0:1 López (5.) | Argentinien |
| 18. Juli 1979 in La Paz (Estadio Hernando Siles) | | |             |
| Zuschauer: 40.000                                | | |             |
| Schiedsrichter: Octavio Sierra ( Kolumbien)      | | |             |

#### Bolivien – Brasilien 2:1 (1:1)
| Bolivien                                         | Bolivien | Brasilien | Brasilien |
| ------------------------------------------------ | --- | --- | --------- |
| Bolivien                                         | \| 26. Juli 1979 in La Paz (Estadio Hernando Siles) \| \| Zuschauer: 40.000 \| \| Schiedsrichter: Orlando Sánchez ( Kolumbien) \| | \| 26. Juli 1979 in La Paz (Estadio Hernando Siles) \| \| Zuschauer: 40.000 \| \| Schiedsrichter: Orlando Sánchez ( Kolumbien) \|                                                                               | Brasilien |
| Bolivien                                         | Conrado Jiménez – Ramiro Vargas, Erwin Espinosa, Edgar Vaca, Windsor del Llano – Erwin Romero 63., Carlos Aragonés, Eduardo Angulo – Carlos Borja, Jesús Reynaldo, Miguel Aguilar Reserve David Paniagua 63. Cheftrainer: Ramiro Blacut ( Bolivien) | Émerson Leão – Júnior, Oscar, Amaral, Pedrinho – Batista, Carpegiani, Nílton Batata – Renato 87., Roberto Dinamite, Zé Sérgio 54. Reserve Juary Filho 54., Zenon 87. Cheftrainer: Cláudio Coutinho ( Brasilien) | Brasilien |
| Bolivien                                         | 1:1 Aragonés (36., Elfmeter) 2:1 Aragonés (63.) | 0:1 Roberto Dinamite (30., Elfmeter) | Brasilien |
| 26. Juli 1979 in La Paz (Estadio Hernando Siles) | | |           |
| Zuschauer: 40.000                                | | |           |
| Schiedsrichter: Orlando Sánchez ( Kolumbien)     | | |           |

#### Brasilien – Argentinien 2:1 (1:1)
| Brasilien                                   | Brasilien | Argentinien | Argentinien |
| ------------------------------------------- | --- | --- | ----------- |
| Brasilien                                   | \| 2. August 1979 in Rio de Janeiro (Maracanã) \| \| Zuschauer: 130.000 \| \| Schiedsrichter: Edison Pérez Núñez ( Peru) \|                                                                    | \| 2. August 1979 in Rio de Janeiro (Maracanã) \| \| Zuschauer: 130.000 \| \| Schiedsrichter: Edison Pérez Núñez ( Peru) \| | Argentinien |
| Brasilien                                   | Émerson Leão – Toninho, Amaral, Edinho, Pedrinho – Carpegiani, Zenon 48., Tita – Palhinha 49., Zico, Zé Sérgio Reserve Batista 48., Juary Filho 49. Cheftrainer: Cláudio Coutinho ( Brasilien) | Enrique Vidallé – Juan Barbas, José van Tuyne, Daniel Passarella, Miguel Bordón – Jorge Gáspari, Pedro Larraquy, José Luis Gaitán 46. – Hugo Coscia, Diego Maradona, Roberto Díaz 62. Reserve Carlos López 46., José Castro 46. Cheftrainer: César Luis Menotti ( Argentinien) | Argentinien |
| Brasilien                                   | 1:0 Zico (2.) 2:1 Tita (54.) | 1:1 Coscia (29.) | Argentinien |
| 2. August 1979 in Rio de Janeiro (Maracanã) | | |             |
| Zuschauer: 130.000                          | | |             |
| Schiedsrichter: Edison Pérez Núñez ( Peru)  | | |             |

#### Argentinien – Bolivien 3:0 (2:0)
| Argentinien                                              | Argentinien | Bolivien | Bolivien |
| -------------------------------------------------------- | --- | --- | -------- |
| Argentinien                                              | \| 8. August 1979 in Buenos Aires (Estadio José Amalfitani) \| \| Zuschauer: 30.000 \| \| Schiedsrichter: Sergio Vásquez ( Chile) \| | \| 8. August 1979 in Buenos Aires (Estadio José Amalfitani) \| \| Zuschauer: 30.000 \| \| Schiedsrichter: Sergio Vásquez ( Chile) \| | Bolivien |
| Argentinien                                              | Enrique Vidallé – Eduardo Saporiti, José van Tuyne, Daniel Passarella, Miguel Bordón – Jorge Gáspari, Pedro Larraquy 46., Diego Maradona – Hugo Coscia, Sergio Fortunato, Roberto Díaz 62. Reserve Juan Barbas 46. Cheftrainer: César Luis Menotti ( Argentinien) | Hebert Hoyos – Ramiro Vargas, Edgar Vaca, Erwin Espinosa, Windsor del Llano – Eduardo Angulo, Carlos Borja, Erwin Romero – Jesús Reynaldo 76., Carlos Aragonés, Miguel Aguilar Reserve Ovidio Messa 76. Cheftrainer: Ramiro Blacut ( Bolivien) | Bolivien |
| Argentinien                                              | 1:0 Passarella (1.) 2:0 Gáspari (15.) 3:0 Maradona (65.) | | Bolivien |
| 8. August 1979 in Buenos Aires (Estadio José Amalfitani) | | |          |
| Zuschauer: 30.000                                        | | |          |
| Schiedsrichter: Sergio Vásquez ( Chile)                  | | |          |

#### Brasilien – Bolivien 2:0 (0:0)
| Brasilien                                         | Brasilien | Bolivien | Bolivien |
| ------------------------------------------------- | --- | --- | -------- |
| Brasilien                                         | \| 16. August 1979 in São Paulo (Estádio do Morumbi) \| \| Zuschauer: 50.000 \| \| Schiedsrichter: José Vergara ( Venezuela) \|                                                              | \| 16. August 1979 in São Paulo (Estádio do Morumbi) \| \| Zuschauer: 50.000 \| \| Schiedsrichter: José Vergara ( Venezuela) \| | Bolivien |
| Brasilien                                         | Émerson Leão – Toninho, Amaral, Edinho, Júnior – Batista, Zenon 73., Nílton Batata 46. – Zico, Sócrates, Zé Sérgio Reserve Tita 46., Palhinha 73. Cheftrainer: Cláudio Coutinho ( Brasilien) | Conrado Jiménez – Ramiro Vargas, Erwin Espinosa, Edgar Vaca 73., Windsor del Llano – Luis González, Erwin Romero, Carlos Aragonés – Carlos Borja, Jesús Reynaldo, Miguel Aguilar Reserve Rogelio Delfin 73. Cheftrainer: Ramiro Blacut ( Bolivien) | Bolivien |
| Brasilien                                         | 1:0 Tita (85.) 2:0 Zico (90.) | | Bolivien |
| 16. August 1979 in São Paulo (Estádio do Morumbi) | | |          |
| Zuschauer: 50.000                                 | | |          |
| Schiedsrichter: José Vergara ( Venezuela)         | | |          |

#### Argentinien – Brasilien 2:2 (1:1)
| Argentinien                                                                   | Argentinien | Brasilien | Brasilien |
| ----------------------------------------------------------------------------- | --- | --- | --------- |
| Argentinien                                                                   | \| 23. August 1979 in Buenos Aires (Estadio Monumental Antonio Vespucio Liberti) \| \| Zuschauer: 68.000 \| \| Schiedsrichter: Roque Cerullo ( Uruguay) \| | \| 23. August 1979 in Buenos Aires (Estadio Monumental Antonio Vespucio Liberti) \| \| Zuschauer: 68.000 \| \| Schiedsrichter: Roque Cerullo ( Uruguay) \|                             | Brasilien |
| Argentinien                                                                   | Enrique Vidallé – Victorio Ocaño, José van Tuyne, Daniel Passarella, Miguel Bordón – Jorge Gáspari, Américo Gallego, Ricardo Bochini – Hugo Coscia 59., Sergio Fortunato 79., Roberto Díaz Reserve José Valencia 59., José Castro 79. Cheftrainer: César Luis Menotti ( Argentinien) | Émerson Leão – Toninho, Amaral, Edinho, Júnior – Batista, Carpegiani 65., Tita – Zico, Sócrates, Zé Sérgio Reserve Paulo Roberto Falcão 65. Cheftrainer: Cláudio Coutinho ( Brasilien) | Brasilien |
| Argentinien                                                                   | 1:1 Passarella (38., Freistoß) 2:2 Díaz (71.) | 0:1 Sócrates (17., Kopfball) 1:2 Sócrates (65., Elfmeter) | Brasilien |
| Argentinien                                                                   | Gallego | Zico | Brasilien |
| 23. August 1979 in Buenos Aires (Estadio Monumental Antonio Vespucio Liberti) | | |           |
| Zuschauer: 68.000                                                             | | |           |
| Schiedsrichter: Roque Cerullo ( Uruguay)                                      | | |           |

### Gruppe C

#### Ecuador – Paraguay 1:2 (0:1)
| Ecuador                                               | Ecuador | Paraguay | Paraguay |
| ----------------------------------------------------- | --- | --- | -------- |
| Ecuador                                               | \| 29. August 1979 in Quito (Estadio Olímpico Atahualpa) \| \| Zuschauer: 45.000 \| \| Schiedsrichter: Carlos Espósito ( Argentinien) \| | \| 29. August 1979 in Quito (Estadio Olímpico Atahualpa) \| \| Zuschauer: 45.000 \| \| Schiedsrichter: Carlos Espósito ( Argentinien) \| | Paraguay |
| Ecuador                                               | Milton Rodríguez – Flavio Perlaza 61., Miguel Pérez, José Paes, Fausto Klinger – José Villafuerte 85., Carlos Ron, Torres Garcés – Mario Tenorio, Vinicio Ron, Luis Mantilla Reserve Luis Granda 61., Jorge Alarcón 85. Cheftrainer: Roque Máspoli ( Uruguay) | Roberto Fernández – Alicio Solalinde, Roberto Paredes, Cristín Cibils, Juan Torales – Luis Torres 66., Hugo Enrique Kiesse 63., Hugo Talavera – Evaristo Isasi, Enrique Villalba, Osvaldo Aquino Reserve Aldo Florentín 63., Arecio Colmán 66. Cheftrainer: Ranulfo Miranda ( Paraguay) | Paraguay |
| Ecuador                                               | 1:1 Garcés (64., Elfmeter) | 0:1 Talavera (22.) 1:2 Solalinde (77.) | Paraguay |
| 29. August 1979 in Quito (Estadio Olímpico Atahualpa) | | |          |
| Zuschauer: 45.000                                     | | |          |
| Schiedsrichter: Carlos Espósito ( Argentinien)        | | |          |

#### Ecuador – Uruguay 2:1 (2:0)
| Ecuador                                                 | Ecuador | Uruguay | Uruguay |
| ------------------------------------------------------- | --- | --- | ------- |
| Ecuador                                                 | \| 5. September 1979 in Quito (Estadio Olímpico Atahualpa) \| \| Zuschauer: 30.000 \| \| Schiedsrichter: Romualdo Arppi Filho ( Brasilien) \| | \| 5. September 1979 in Quito (Estadio Olímpico Atahualpa) \| \| Zuschauer: 30.000 \| \| Schiedsrichter: Romualdo Arppi Filho ( Brasilien) \| | Uruguay |
| Ecuador                                                 | Milton Rodríguez – Flavio Perlaza 61., Miguel Pérez, José Paes, Fausto Klinger – Luis Granda, Carlos Ron, Torres Garcés – Mario Tenorio 84., Jorge Alarcón 55., Juan Madruñero Reserve Vinicio Ron 55., José Villafuerte 84. Cheftrainer: Héctor Morales ( Ecuador) | Rodolfo Rodríguez – José Moreira, Hugo de León, Nelson Marcenaro, Nelson Agresta – Mario Zoryez, Gary Castillo, Lorenzo Unanue 68. – Mario Saralegui, Waldemar Victorino, Daniel Alonso Reserve Ildo Maneiro 68. Cheftrainer: Roque Máspoli ( Uruguay) | Uruguay |
| Ecuador                                                 | 1:0 Tenorio (6.) 2:0 Alarcón (9.) | 2:1 Victorino (79.) | Uruguay |
| Ecuador                                                 | Castillo (65.) | | Uruguay |
| Ecuador                                                 | Torres Garcés vergab in 79. Minute einen Elfmeter | | Uruguay |
| 5. September 1979 in Quito (Estadio Olímpico Atahualpa) | | |         |
| Zuschauer: 30.000                                       | | |         |
| Schiedsrichter: Romualdo Arppi Filho ( Brasilien)       | | |         |

#### Paraguay – Ecuador 2:0 (1:0)
| Paraguay                                                      | Paraguay | Ecuador | Ecuador |
| ------------------------------------------------------------- | --- | --- | ------- |
| Paraguay                                                      | \| 13. September 1979 in Asunción (Estadio Defensores del Chaco) \| \| Zuschauer: 25.000 \| \| Schiedsrichter: Abel Gnecco ( Argentinien) \| | \| 13. September 1979 in Asunción (Estadio Defensores del Chaco) \| \| Zuschauer: 25.000 \| \| Schiedsrichter: Abel Gnecco ( Argentinien) \| | Ecuador |
| Paraguay                                                      | Roberto Fernández – Alejandrino Arce, Gerónimo Ovelar, Cristín Cibils, Juan Torales – Juvencio Osorio, Aldo Florentín, Julio Romero – Pedro Fleitas 83., Arsenio Meza 52., Eugenio Morel Reserve Juan Sandoval 52., Adalberto Escobar 83. Cheftrainer: Ranulfo Miranda ( Paraguay) | Milton Rodríguez – Flavio Perlaza, José Paes, Miguel Pérez, Fausto Klinger – Luis Granda, Carlos Ron, Torres Garcés – Jorge Alarcón, Mario Tenorio 48., Juan Madruñero 86. Reserve Vinicio Ron 48., Luis Mantilla 86. Cheftrainer: Héctor Morales ( Ecuador) | Ecuador |
| Paraguay                                                      | 1:0 Morel (27.) 2:0 Osorio (48.) | | Ecuador |
| 13. September 1979 in Asunción (Estadio Defensores del Chaco) | | |         |
| Zuschauer: 25.000                                             | | |         |
| Schiedsrichter: Abel Gnecco ( Argentinien)                    | | |         |

#### Uruguay – Ecuador 2:1 (1:0)
| Uruguay                                               | Uruguay | Ecuador | Ecuador |
| ----------------------------------------------------- | --- | --- | ------- |
| Uruguay                                               | \| 16. September 1979 in Montevideo (Estadio Centenario) \| \| Zuschauer: 25.000 \| \| Schiedsrichter: Oscar Scolfaro ( Brasilien) \| | \| 16. September 1979 in Montevideo (Estadio Centenario) \| \| Zuschauer: 25.000 \| \| Schiedsrichter: Oscar Scolfaro ( Brasilien) \| | Ecuador |
| Uruguay                                               | Rodolfo Rodríguez – José Moreira, Hugo de León, Nelson Marcenaro, Nelson Agresta – Mario Zoryez, Mario Saralegui 52., Rubén Paz – Alberto Bica 64., Waldemar Victorino, Ildo Maneiro Reserve Daniel Alonso 52., Lorenzo Unanue 64. Cheftrainer: Roque Máspoli ( Uruguay) | Milton Rodríguez – Flavio Perlaza, José Paes, Ecuador Figueroa, Fausto Klinger – Luis Granda, Carlos Ron, Torres Garcés 66. – Mario Tenorio, Vinicio Ron, Luis Mantilla Reserve Jorge Alarcón 66. Cheftrainer: Héctor Morales ( Ecuador) | Ecuador |
| Uruguay                                               | 1:0 Bica (4.) 2:0 Victorino (57., Elfmeter) | 2:1 Klinger (77.) | Ecuador |
| Uruguay                                               | Moreira (78.) | Granda (57.), C. Ron (81.) | Ecuador |
| 16. September 1979 in Montevideo (Estadio Centenario) | | |         |
| Zuschauer: 25.000                                     | | |         |
| Schiedsrichter: Oscar Scolfaro ( Brasilien)           | | |         |

#### Paraguay – Uruguay 0:0
| Paraguay                                                      | Paraguay | Uruguay | Uruguay |
| ------------------------------------------------------------- | --- | --- | ------- |
| Paraguay                                                      | \| 20. September 1979 in Asunción (Estadio Defensores del Chaco) \| \| Zuschauer: 25.000 \| \| Schiedsrichter: Sergio Vásquez ( Chile) \| | \| 20. September 1979 in Asunción (Estadio Defensores del Chaco) \| \| Zuschauer: 25.000 \| \| Schiedsrichter: Sergio Vásquez ( Chile) \| | Uruguay |
| Paraguay                                                      | Roberto Fernández – Alejandrino Arce, Gerónimo Ovelar, Cristín Cibils, Juan Torales – Luis Torres, Juvencio Osorio, Hugo Talavera – Evaristo Isasi, Isabelino Acosta 86., Eugenio Morel Reserve Aldo Florentín 86. Cheftrainer: Ranulfo Miranda ( Paraguay) | Rodolfo Rodríguez – Víctor Diogo, Domingo Cáceres, Hugo de León, Nelson Agresta – Washington González, Denís Milar 52., Eduardo De la Peña – Alberto Bica, Waldemar Victorino, Rubén Paz Reserve Lorenzo Unanue 64. Cheftrainer: Roque Máspoli ( Uruguay) | Uruguay |
| Paraguay                                                      | Ovelar (35.) | | Uruguay |
| 20. September 1979 in Asunción (Estadio Defensores del Chaco) | | |         |
| Zuschauer: 25.000                                             | | |         |
| Schiedsrichter: Sergio Vásquez ( Chile)                       | | |         |

#### Uruguay – Paraguay 2:2 (0:1)
| Uruguay                                               | Uruguay | Paraguay | Paraguay |
| ----------------------------------------------------- | --- | --- | -------- |
| Uruguay                                               | \| 26. September 1979 in Montevideo (Estadio Centenario) \| \| Zuschauer: 18.000 \| \| Schiedsrichter: Edison Pérez Núñez ( Peru) \| | \| 26. September 1979 in Montevideo (Estadio Centenario) \| \| Zuschauer: 18.000 \| \| Schiedsrichter: Edison Pérez Núñez ( Peru) \| | Paraguay |
| Uruguay                                               | Rodolfo Rodríguez – Víctor Diogo, Domingo Cáceres, Hugo de León, Nelson Agresta – Washington González, Denís Milar, Daniel Alonso 90. – Alberto Bica, Eduardo De la Peña, Rubén Paz Reserve Ernesto Vargas 90. Cheftrainer: Roque Máspoli ( Uruguay) | Alcides Báez – Juan Espínola, Cristín Cibils, Juan Villalba, Juan Torales – Tito Vera, Aldo Florentín, Mariano Pesoa 90. – Isabelino Acosta, Milcíades Morel, Eugenio Morel Reserve Julio Romero 90. Cheftrainer: Ranulfo Miranda ( Paraguay) | Paraguay |
| Uruguay                                               | 1:1 Milar (54., Elfmeter) 2:1 Paz (83.) | 0:1 E. Morel (34.) 2:2 E. Morel (88.) | Paraguay |
| 26. September 1979 in Montevideo (Estadio Centenario) | | |          |
| Zuschauer: 18.000                                     | | |          |
| Schiedsrichter: Edison Pérez Núñez ( Peru)            | | |          |

## Finalrunde

### Halbfinale

#### Peru – Chile 1:2 (0:1)
| Peru                                                         | Peru | Chile | Chile |
| ------------------------------------------------------------ | --- | --- | ----- |
| Peru                                                         | \| 17. Oktober 1979 in Lima (Antiguo Estadio Nacional del Perú) \| \| Zuschauer: 50.000 \| \| Schiedsrichter: Romualdo Arppi Filho ( Brasilien) \|                                                                                                   | \| 17. Oktober 1979 in Lima (Antiguo Estadio Nacional del Perú) \| \| Zuschauer: 50.000 \| \| Schiedsrichter: Romualdo Arppi Filho ( Brasilien) \|                                                                                         | Chile |
| Peru                                                         | Eusebio Acasuzo – Jaime Duarte, Jorge Olaechea, Héctor Chumpitaz, Rubén Díaz – José Velásquez, Germán Leguía, César Cueto – Roberto Mosquera, Guillermo La Rosa, Freddy Ravello 59. Reserve Ernesto Labarthe 59. Cheftrainer: José Chiarella ( Peru) | Mario Osbén – Mario Galindo, René Valenzuela, Elías Figueroa, Enzo Escobar – Carlos Rivas, Rodolfo Dubó, Mario Soto, Manuel Rojas – Carlos Caszely 84., Patricio Yáñez Reserve Eduardo Bonvallet 84. Cheftrainer: Luis Santibáñez ( Chile) | Chile |
| Peru                                                         | 1:1 Mosquera (71.) | 0:1 Caszely (36.) 1:2 Caszely (76.) | Chile |
| 17. Oktober 1979 in Lima (Antiguo Estadio Nacional del Perú) | | |       |
| Zuschauer: 50.000                                            | | |       |
| Schiedsrichter: Romualdo Arppi Filho ( Brasilien)            | | |       |

#### Chile – Peru 0:0
| Chile                                                             | Chile | Peru | Peru |
| ----------------------------------------------------------------- | --- | --- | ---- |
| Chile                                                             | \| 24. Oktober 1979 in Santiago de Chile (Estadio Nacional de Chile) \| \| Zuschauer: 75.000 \| \| Schiedsrichter: Juan Daniel Cardellino ( Uruguay) \| | \| 24. Oktober 1979 in Santiago de Chile (Estadio Nacional de Chile) \| \| Zuschauer: 75.000 \| \| Schiedsrichter: Juan Daniel Cardellino ( Uruguay) \| | Peru |
| Chile                                                             | Mario Osbén – Mario Galindo, René Valenzuela, Elías Figueroa, Enzo Escobar – Carlos Rivas, Rodolfo Dubó 63., Manuel Rojas – Patricio Yáñez, Carlos Caszely, Leonardo Véliz 46. Reserve Mario Soto 46., Eduardo Bonvallet 63. Cheftrainer: Luis Santibáñez ( Chile) | Eusebio Acasuzo – José Navarro, Jorge Olaechea, Héctor Chumpitaz, Rubén Díaz – José Velásquez, Germán Leguía 63., César Cueto 8. – Roberto Mosquera, Guillermo La Rosa, Freddy Ravello Reserve Percy Rojas 8., Raúl Gorriti 63. Cheftrainer: José Chiarella ( Peru) | Peru |
| Chile                                                             | Figueroa (40.) | Rojas (33.) | Peru |
| 24. Oktober 1979 in Santiago de Chile (Estadio Nacional de Chile) | | |      |
| Zuschauer: 75.000                                                 | | |      |
| Schiedsrichter: Juan Daniel Cardellino ( Uruguay)                 | | |      |

#### Paraguay – Brasilien 2:1 (2:0)
| Paraguay                                                    | Paraguay | Brasilien | Brasilien |
| ----------------------------------------------------------- | --- | --- | --------- |
| Paraguay                                                    | \| 24. Oktober 1979 in Asunción (Estadio Defensores del Chaco) \| \| Zuschauer: 50.000 \| \| Schiedsrichter: Ramón Barret ( Uruguay) \| | \| 24. Oktober 1979 in Asunción (Estadio Defensores del Chaco) \| \| Zuschauer: 50.000 \| \| Schiedsrichter: Ramón Barret ( Uruguay) \|                                                         | Brasilien |
| Paraguay                                                    | Roberto Fernández – Juan Carlos Espínola, Cristín Cibils, Flaminio Sosa, Juan Torales – Luis Torres 74., Aldo Florentín, Hugo Talavera – Evaristo Isasi, Milcíades Morel 75., Eugenio Morel Reserve Julio Romero 74., Mariano Pesoa 75. Cheftrainer: Ranulfo Miranda ( Paraguay) | Émerson Leão – Toninho, Amaral, Edinho, Pedrinho – Chicão, Falcão, Tarciso – Jair 54., Sócrates, Éder Aleixo 87. Reserve Zé Sérgio 48., Palhinha 58. Cheftrainer: Cláudio Coutinho ( Brasilien) | Brasilien |
| Paraguay                                                    | 1:0 E. Morel (16.) 2:0 Talavera (16.) | 2:1 Palinha (79.) | Brasilien |
| Paraguay                                                    | gemäß rsssf.org erhielt der nicht eingesetzte Zico einen Platzverweis | | Brasilien |
| 24. Oktober 1979 in Asunción (Estadio Defensores del Chaco) | | |           |
| Zuschauer: 50.000                                           | | |           |
| Schiedsrichter: Ramón Barret ( Uruguay)                     | | |           |

#### Brasilien – Paraguay 2:2 (1:1)
| Brasilien                                      | Brasilien | Paraguay | Paraguay |
| ---------------------------------------------- | --- | --- | -------- |
| Brasilien                                      | \| 31. Oktober 1979 in Rio de Janeiro (Maracanã) \| \| Zuschauer: 80.000 \| \| Schiedsrichter: Carlos Espósito ( Argentinien) \|                                                                   | \| 31. Oktober 1979 in Rio de Janeiro (Maracanã) \| \| Zuschauer: 80.000 \| \| Schiedsrichter: Carlos Espósito ( Argentinien) \| | Paraguay |
| Brasilien                                      | Émerson Leão – Toninho, Amaral, Edinho, Marco Antônio – Carpegiani 62., Falcão, Tita 60. – Palhinha, Sócrates, Zé Sérgio Reserve Zezé 60., Pintinho 62. Cheftrainer: Cláudio Coutinho ( Brasilien) | Roberto Fernández – Juan Carlos Espínola, Roberto Paredes, Flaminio Sosa 89., Juan Torales – Aldo Florentín, Carlos Kiese, Hugo Talavera 57. – Evaristo Isasi, Milcíades Morel, Eugenio Morel Reserve Julio Romero 57., Cristín Cibils 89. Cheftrainer: Ranulfo Miranda ( Paraguay) | Paraguay |
| Brasilien                                      | 1:0 Falcão (29.) 2:1 Sócrates (61., Elfmeter) | 1:1 M. Morel (31.) 2:2 Romero (68.) | Paraguay |
| 31. Oktober 1979 in Rio de Janeiro (Maracanã)  | | |          |
| Zuschauer: 80.000                              | | |          |
| Schiedsrichter: Carlos Espósito ( Argentinien) | | |          |

### Finale

#### HinspielParaguay – Chile 3:0 (2:0)
| Paraguay                                                     | Paraguay | Chile | Chile |
| ------------------------------------------------------------ | --- | --- | ----- |
| Paraguay                                                     | \| 28. November 1979 in Asunción (Estadio Defensores del Chaco) \| \| Zuschauer: 40.000 \| \| Schiedsrichter: Luis Gregorio Da Rosa ( Uruguay) \| | \| 28. November 1979 in Asunción (Estadio Defensores del Chaco) \| \| Zuschauer: 40.000 \| \| Schiedsrichter: Luis Gregorio Da Rosa ( Uruguay) \|                                                                                            | Chile |
| Paraguay                                                     | Roberto Fernández – Juan Carlos Espínola, Roberto Paredes 75., Flaminio Sosa, Juan Torales – Luis Torres 74., Carlos Kiese, Julio Romero – Evaristo Isasi, Milcíades Morel, Eugenio Morel Reserve Aldo Florentín 62., Cristín Cibils 79. Cheftrainer: Ranulfo Miranda ( Paraguay) | Mario Osbén – Mario Galindo, René Valenzuela, Alberto Quintano, Enzo Escobar – Carlos Rivas, Mario Soto, Eduardo Bonvallet 46. – Manuel Rojas, Carlos Caszely, Óscar Fabbiani Reserve Víctor Estay 46. Cheftrainer: Luis Santibáñez ( Chile) | Chile |
| Paraguay                                                     | 1:0 Romero (12., Kopfball) 2:0 M. Morel (36., Kopfball) 3:0 Romero (85., Freistoß) | | Chile |
| 28. November 1979 in Asunción (Estadio Defensores del Chaco) | | |       |
| Zuschauer: 40.000                                            | | |       |
| Schiedsrichter: Luis Gregorio Da Rosa ( Uruguay)             | | |       |

#### RückspielChile – Paraguay 1:0 (1:0)
| Chile                                                             | Chile | Paraguay | Paraguay |
| ----------------------------------------------------------------- | --- | --- | -------- |
| Chile                                                             | \| 5. Dezember 1979 in Santiago de Chile (Estadio Nacional de Chile) \| \| Zuschauer: 55.000 \| \| Schiedsrichter: Ramón Barreto ( Uruguay) \| | \| 5. Dezember 1979 in Santiago de Chile (Estadio Nacional de Chile) \| \| Zuschauer: 55.000 \| \| Schiedsrichter: Ramón Barreto ( Uruguay) \| | Paraguay |
| Chile                                                             | Mario Osbén – Mario Galindo, René Valenzuela, Elías Figueroa, Enzo Escobar – Carlos Rivas, Eduardo Bonvallet, Manuel Rojas 85. – Carlos Caszely, Óscar Fabbiani 56., Leonardo Véliz Reserve Víctor Estay 56., Miguel Neira 85. Cheftrainer: Luis Santibáñez ( Chile) | Roberto Fernández – Alicio Solalinde, Roberto Paredes, Flaminio Sosa, Juan Torales – Julio Romero, Carlos Kiese 46., Hugo Talavera 80. – Evaristo Isasi, Milcíades Morel, Eugenio Morel Reserve Aldo Florentín 46., Roberto Cabañas 80. Cheftrainer: Ranulfo Miranda ( Paraguay) | Paraguay |
| Chile                                                             | 1:0 Rivas (10.) | | Paraguay |
| Chile                                                             | Bonvallet (17.) | E. Morel (17.) | Paraguay |
| 5. Dezember 1979 in Santiago de Chile (Estadio Nacional de Chile) | | |          |
| Zuschauer: 55.000                                                 | | |          |
| Schiedsrichter: Ramón Barreto ( Uruguay)                          | | |          |

#### EntscheidungsspielParaguay – Chile 0:0 n.V.
Das Spiel wurde auf neutralem Boden in Argentinien ausgetragen. Nachdem das Entscheidungsspiel nach der Verlängerung torlos ausging, wurde Paraguay aufgrund des besseren Torverhältnisses aus den beiden Finalspielen zum Sieger erklärt.
| Paraguay                                                    | Paraguay | Chile | Chile |
| ----------------------------------------------------------- | --- | --- | ----- |
| Paraguay                                                    | \| 11. Dezember 1979 in Buenos Aires (Estadio José Amalfitani) \| \| Zuschauer: 6.000 \| \| Schiedsrichter: Arnaldo Cézar Coelho ( Brasilien) \| | \| 11. Dezember 1979 in Buenos Aires (Estadio José Amalfitani) \| \| Zuschauer: 6.000 \| \| Schiedsrichter: Arnaldo Cézar Coelho ( Brasilien) \| | Chile |
| Paraguay                                                    | Roberto Fernández – Juan Carlos Espínola, Roberto Paredes, Flaminio Sosa, Juan Torales – Aldo Florentín , Carlos Kiese, Julio Romero – Amado Pérez 85., Milcíades Morel, Osvaldo Aquino 61. Reserve Luis Torres 61., Cristín Cibils 85. Cheftrainer: Ranulfo Miranda ( Paraguay) | Mario Osbén – Mario Galindo, Elías Figueroa , René Valenzuela, Enzo Escobar – Carlos Rivas, Rodolfo Dubó 90., Manuel Rojas – Carlos Caszely, Óscar Fabbiani 61., Leonardo Véliz Reserve Patricio Yáñez 61., Víctor Estay 90. Cheftrainer: Luis Santibáñez ( Chile) | Chile |
| 11. Dezember 1979 in Buenos Aires (Estadio José Amalfitani) | | |       |
| Zuschauer: 6.000                                            | | |       |
| Schiedsrichter: Arnaldo Cézar Coelho ( Brasilien)           | | |       |